# Super Mario Advance
Super Mario Advance – remake gry Super Mario Bros. 2 wydany na konsolę Game Boy Advance.

## Fabuła
Gdy Mario wraz z przyjaciółmi otwierają pewne tajemnicze drzwi, spadają w magiczną krainę snów Subcon, gdzie słyszą wołanie o pomoc. Nasza czwórka bohaterów postanawia uwolnić krainę Subconu od Warta i jego armii oraz pragną wydostać się z tej krainy. Na końcu jednak okazuje się, że jest to tylko sen Mario, który nawet podczas gdy śpi, przeżywa przygody.